# Michael Britt
Michael Britt, (Suffolk, Virginia, 7 de octubre de 1960-Smithfield, Virginia, 25 de diciembre de 2017) fue un jugador de baloncesto estadounidense. Con 2.01 metros de estatura, jugaba en la posición de alero. Britt murió el 25 de diciembre de 2017 a la edad de 57 años.